# Southern Pines
Southern Pines is een plaats (town) in de Amerikaanse staat North Carolina, en valt bestuurlijk gezien onder Moore County.

## Demografie
Bij de volkstelling in 2000 werd het aantal inwoners vastgesteld op 10.918.
In 2006 is het aantal inwoners door het United States Census Bureau geschat op 12.212, een stijging van 1294 (11.9%).

## Geografie
Volgens het United States Census Bureau beslaat de plaats een oppervlakte van
40,3 km², waarvan 39,8 km² land en 0,5 km² water. Southern Pines ligt op ongeveer 143 m boven zeeniveau.

## Plaatsen in de nabije omgeving
De onderstaande figuur toont nabijgelegen plaatsen in een straal van 12 km rond Southern Pines.

## Geboren in Southern Pines
- Armelia McQueen (1952-2020), actrice